# Pinot auxerrois
Le pinot auxerrois est le nom donnée en Alsace aux vins blancs issus de pinot noir vinifié en blanc (sans la peau). 
La vinification  en blanc du pinot est pratiquée en Bourgogne pour produire les Crémants "blancs de noir" ; elle est rare en Alsace. 
Pinot auxerrois est également l'une des appellations du cépage Auxerrois.

Il n'est pas produit à partir du cépage blanc auxerrois.

## Voir également
- viticulture en France.